# 석유환산톤
석유환산톤(Ton of oil equivalent, TOE)은 모든 에너지에 공통적으로 적용될 수 있는 에너지단위로 석유 1미터톤을 연소할 때 발생하는 에너지로 석유 1톤의 발열량 10^7Kcal(10의 7승 Kcal)을 1TOE로 정의한다.